# Willem Kraan

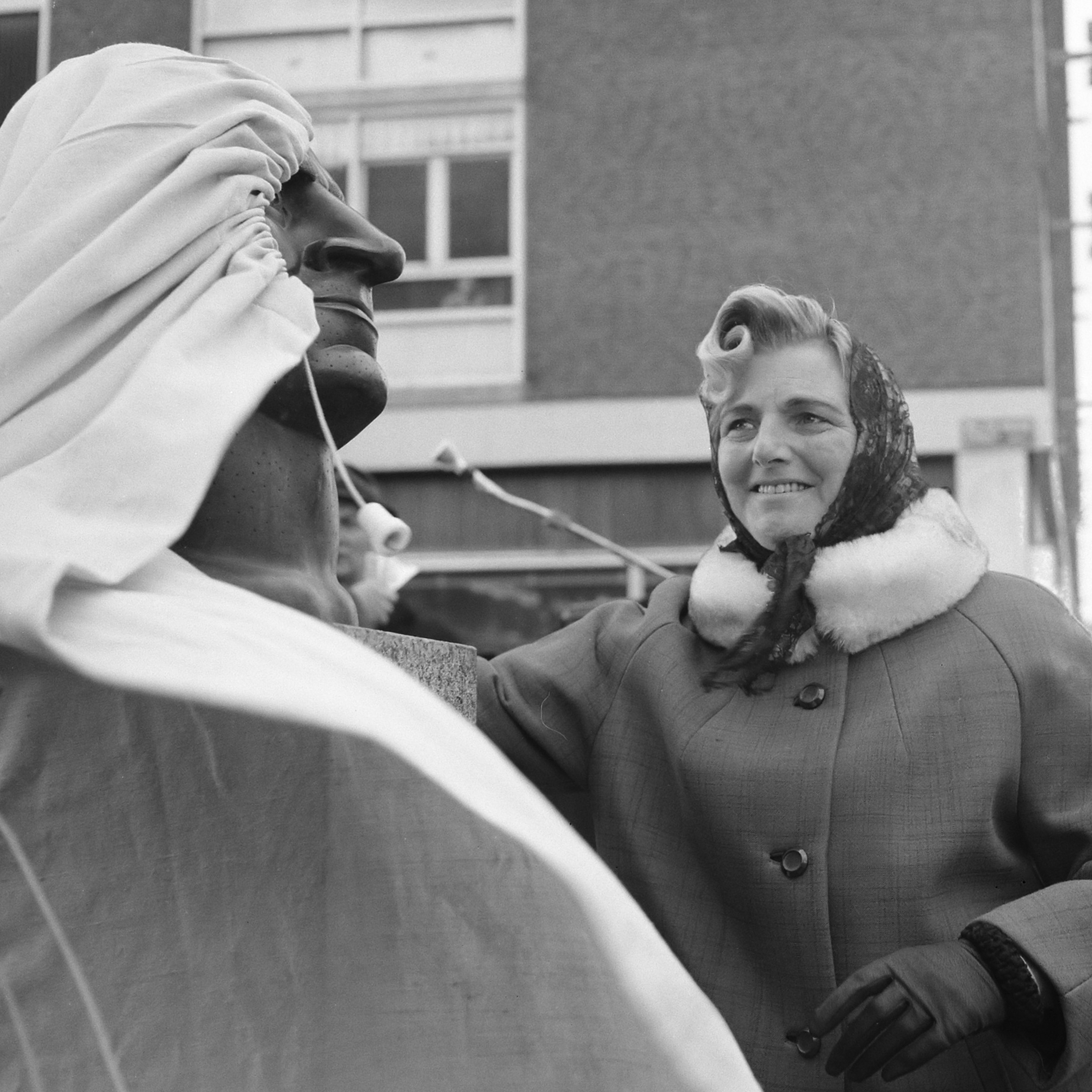
De weduwe van Willem Kraan onthult het beeld De Antifascist door Leo Braat (1966)

Wilhelmus Johannes (Willem) Kraan (Amsterdam, 2 augustus 1909 – Soesterberg, 19 november 1942) was een Amsterdamse stratenmaker en lid van de CPN die in 1941 samen met vuilnisman en partijgenoot Piet Nak aan de basis stond van de Februaristaking.
Willem Kraan werd samen met 32 anderen op 19 november 1942 op het vliegveld Soesterberg gefusilleerd door de Duitsers nadat hij op 16 november 1941 was gearresteerd.
In 1966 ontving hij postuum de onderscheiding 'Rechtvaardige onder de Volkeren' van Yad Vashem.
Het monument 'De antifascist' werd in 1966 in Amsterdam onthuld te zijner nagedachtenis. Het staat in de Willem Kraanstraat.
De buste is geen portret van Willem Kraan. Beeldhouwer Leo Braat heeft het beeld in 1936 gemaakt en het stelt waarschijnlijk een strijder uit de Spaanse burgeroorlog voor. Bij de rechterschouder staat 'aan de onbekende soldaat'. Voor de plaatsing in 1966 is het in brons gegoten.